# Les Lettres du yage
Les Lettres du yage est un récit constitué de divers textes et de la correspondance entre Allen Ginsberg et William Burroughs, lorsque ce dernier entreprend une expédition de sept mois en Amérique du Sud pour y trouver le yagé (ou ayahuasca), légendaire drogue hallucinogène d'Amazonie. Bien que la plupart des lettres datent de 1953, le récit ne paraît que tardivement, en 1963, avant de voir son contenu et sa forme évoluer à travers deux éditions révisées en 1975 et 1988.